# Villa fasciculata
Villa fasciculata är en tvåvingeart som beskrevs av Becker 1916. Villa fasciculata ingår i släktet Villa och familjen svävflugor. Inga underarter finns listade i Catalogue of Life.